# Mischobulbum
Mischobulbum é um género botânico pertencente à família das orquídeas (Orchidaceae).